# Marsilius de Berlin

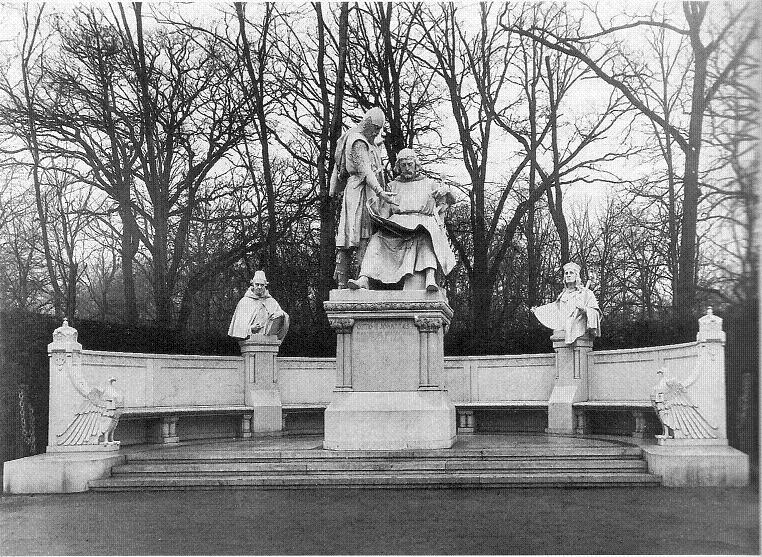
Denkmalgruppe 5 der Berliner Siegesallee. Die rechte Nebenfigur stellt Marsilius de Berlin dar.

Marsilius de Berlin lebte im 13. Jahrhundert und war der erste urkundlich erwähnte Schulze und Richter der Stadt Berlin. Er war ein aus dem Rheinland stammender Fernhandelskaufmann.
Erstmals taucht „Marsilius scultetus de Berlin“ am 29. April 1247 als Zeuge einer Schenkung für das Kloster Walkenried im Südharz auf. Am 14. Juli 1253 bezeugte er die Urkunde des Markgrafen Johann I. von Brandenburg, in der dieser die Stadt Frankfurt (Oder) mit dem Stadtrecht von Berlin bewidmet.
In der Berliner Siegesallee errichtete der Bildhauer Max Baumbach eine Büste von Marsilius als Nebenfigur zur Figurengruppe für Johann I. und dessen Bruder Otto III. (Denkmalgruppe 5).